# Philadelphia Eagles 2022
La stagione 2022 dei Philadelphia Eagles è stata la 90ª della franchigia nella National Football League, la seconda con Nick Sirianni come capo-allenatore. La squadra iniziò la stagione vincendo tutte le prime otto partite per la prima volta nella sua storia, prima di una sconfitta a sorpresa per 32–21 contro i Washington Commanders nel decimo turno. Due settimane dopo migliorarono il record di 9–8 della stagione precedente con una vittoria per 40–33 sui Green Bay Packers. Con un 48–22 nella vittoria esterna sui New York Giants rivali di division nella settimana 14, gli Eagles si qualificarono per i playoff per il secondo anno consecutivo e la quinta volta negli ultimi sei anni. Con un'altra vittoria esterna per 25–20 sui Chicago Bears la settimana seguente, Philadelphia pareggiò il suo primato di 13 vittorie stabilito nella stagione 2004. Con una vittoria per 22–16 sui Giants nell'ultimo turno, gli Eagles vinsero la division per la prima volta dal 2019, assicurandosi il miglior record della NFC dal 2017. La stagione regolare si chiuse con 14 vittorie, un nuovo record per il club.
Nel divisional round dei playoff, gli Eagles batterono facilmente i Giants per 38–7, la loro prima vittoria nella post-season dal 2018. Nella finale della NFC batterono i San Francisco 49ers 31–7 qualificandosi per il loro quarto Super Bowl, dove affrontarono i Kansas City Chiefs. Il 12 febbraio 2023 gli Eagles furono battuti dai Chiefs e dal loro ex capo-allenatore Andy Reid per 38–35, con un field goal di Harrison Butker a otto secondi dal termine.

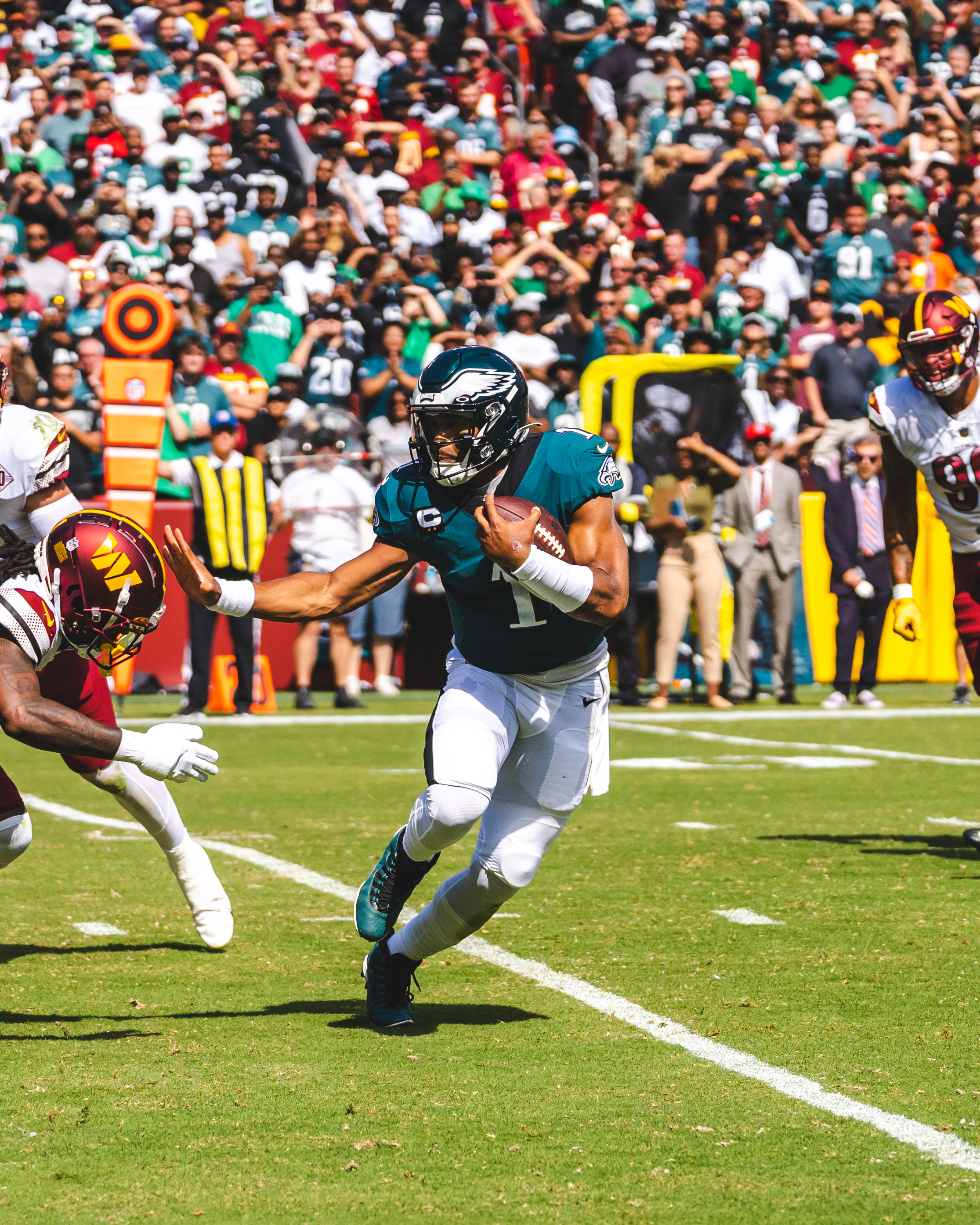
Il quarterback Jalen Hurts nella settimana 3 contro Washington

## Scelte nel Draft 2022
| Scelte degli Eagles nel Draft 2022 |        |                  |       |          |
| Giro                               | Scelta | Giocatore        | Ruolo | College  |
| 1                                  | 13     | Jordan Davis     | DT    | Georgia  |
| 2                                  | 51     | Cam Jurgens      | C     | Nebraska |
| 3                                  | 83     | Nakobe Dean      | LB    | Georgia  |
| 6                                  | 181    | Kyron Johnson    | EDGE  | Kansas   |
| 6                                  | 198    | Grant Calcaterra | TE    | SMU      |

## Staff
| Staff dei Philadelphia Eagles nel 2022 |
| --- |
| Organi dirigenziali - Chairman/CEO – Jeffrey Lurie - Presidente – Don Smolenski - General manager/vice presidente esecutivo – Howie Roseman - Vice presidente presidente delle operazioni del football – Catherine Raiche - Vice presidente dell'amministrazione del football – Jake Rosenberg - Vice presidente del personale dei giocatori – Andy Weidl - Consulente senior – Tom Donahoe - Dirigente del personale – David Caldwell - Dirigente del personale dei giocatori – T.J. McCreight - Direttore senior degli osservatori del college – Anthony Patch - Direttore degli osservatori del college – Alan Wolking - Assistente speciale del general manager – Connor Barwin Capo allenatore - Capo-allenatore – Nick Sirianni - Assistente c.a./running back – Jemal Singleton Altri allenatori - Vice presidente delle prestazioni dei giocatori – Ted Rath - Preparatore atletico – Fernando Noriega Allenatori dell'attacco - Coordinatore offensivo – Shane Steichen - Gioco sui passaggi – Kevin Patullo - Quarterbacks – Brian Johnson - Wide receiver – Aaron Moorehead - Tight end – Jason Michael - Gioco sulle corse/offensive line – Jeff Stoutland - Assistente offensive line – Roy Istvan - Controllo qualità attacco – T. J. Paganetti - Controllo qualità attacco – Alex Tanney Allenatori della difesa - Coordinatore difensivo – Jonathan Gannon - Defensive line – Tracy Rocker - Linebacker – Nick Rallis - Defensive back – Dennard Wilson - Assistente defensive back – D.K. McDonald - Controllo qualità difesa – Joe Kasper Allenatori dello special team - Coordinatore dello special team – Michael Clay - Assistente special team – Joe Pannunzio - Controllo qualità special team – Tyler Brown |

## Roster
| Roster dei Philadelphia Eagles nel 2022 |
| --- |
| Quarterback - 19 Ian Book - 1 Jalen Hurts - 10 Gardner Minshew Running Back - 14 Kenneth Gainwell - 26 Miles Sanders - 35 Boston Scott - 34 Trey Sermon Wide Receiver - 11 A.J. Brown - 18 Britain Covey - 3 Zach Pascal - 6 DeVonta Smith - 16 Quez Watkins Tight End - 81 Grant Calcaterra - 88 Dallas Goedert - 89 Jack Stoll Offensive Linemen - 69 Landon Dickerson G - 77 Andre Dillard T - 63 Jack Driscoll T - 65 Lane Johnson T - 51 Cam Jurgens C - 62 Jason Kelce C - 68 Jordan Mailata T - 56 Isaac Seumalo G Defensive Linemen - 91 Fletcher Cox DT - 90 Jordan Davis DT - 55 Brandon Graham DE - 97 Javon Hargrave DT - 72 Linval Joseph DT - 98 Robert Quinn DE - 74 Ndamukong Suh DT - 94 Josh Sweat DE - 93 Milton Williams DT Linebacker - 17 Nakobe Dean MLB - 57 T.J. Edwards MLB - 53 Christian Elliss OLB - 58 Kyron Johnson OLB - 48 Patrick Johnson OLB - 7 Haason Reddick OLB - 43 Kyzir White OLB Defensive Back - 32 Reed Blankenship FS - 24 James Bradberry CB - 22 Marcus Epps FS - 23 C.J. Gardner-Johnson SS - 28 Josh Jobe CB - 29 Avonte Maddox CB - 27 Zech McPhearson CB - 33 Josiah Scott CB - 2 Darius Slay CB - 42 K'Von Wallace SS Special Team - 4 Jake Elliott K - 13 Brett Kern P - 45 Rick Lovato LS Lista delle riserve - 96 Derek Barnett DE (IR) - 54 Shaun Bradley MLB (IR) - 30 Kennedy Brooks RB (Futures) - -- Julian Good-Jones T (Futures) - 80 Tyree Jackson TE (IR) - -- Dalton Keene TE (Futures) - 39 Tristin McCollum SS (Futures) - 59 Janarius Robinson DE (IR) - 61 Josh Sills G (Exempt) - 8 Arryn Siposs P (IR) - 64 Brett Toth T (PUP) - 95 Marlon Tuipulotu DT (IR) - -- Jarrid Williams T (Futures) Squadra di allenamento - 82 Devon Allen WR - 21 Andre Chachere FS - 85 Tyrie Cleveland WR - 31 Mario Goodrich CB - 41 Anthony Harris SS - 75 Tarron Jackson DE - 50 Fred Johnson T - -- Roderick Johnson T - 66 Matt Leo DE - 37 Mac McCain CB - 78 Sua Opeta G - 76 Tyrese Robinson G - 52 Davion Taylor OLB - 83 Noah Togiai TE - 67 Cameron Tom C - 84 Greg Ward WR - 73 Marvin Wilson DT 52 attivi, 13 inattivi, 16 nella squadra di allenamento |
| Legenda - I rookie sono in corsivo. - Il primo ruolo è il principale mentre gli eventuali successivi indicano i ruoli secondari. - (IR) sta per Injured Reserve ed indica la lista ristretta per un solo giocatore infortunato che può tornare ad allenarsi dopo la settimana 6 e a rientrare in prima squadra dopo che questa ha giocato 8 partite. - (NF-Inj.) / (NF-Ill.) stanno rispettivamente per Non-Football Injured e Non-Football Illness ed indicano le liste dove viene inserito un giocatore che ha un infortunio o una malattia non dipendente dal football americano. - (PUP) sta per Physically Unable to Perform ed indica la lista dove viene inserito un giocatore mentre è in attesa di recuperare la condizione fisica. Nella stagione regolare dopo la sesta partita giocata dalla propria squadra, il giocatore ha tempo tre settimane per riprendere ad allenarsi, più tre settimane aggiuntive dal suo rientro agli allenamenti per rientrare in prima squadra. |

## Precampionato
Il 12 maggio 2022 sono state annunciate le partite degli Eagles nel precampionato.
| Precampionato |                |                    |           |        |                         |         |
| Settimana     | Data           | Avversario         | Risultato | Record | Stadio                  | Sintesi |
| 1             | 12 agosto 2022 | New York Jets      | S 21-24   | 0-1    | Lincoln Financial Field | Sintesi |
| 2             | 21 agosto 2022 | @ Cleveland Browns | V 21-20   | 1-1    | FirstEnergy Stadium     | Sintesi |
| 3             | 27 agosto 2022 | @ Miami Dolphins   | S 10-48   | 1-2    | Hard Rock Stadium       | Sintesi |

## Stagione regolare

### Calendario
Il calendario della stagione regolare è stato annunciato il 12 maggio 2022. Il gruppo degli avversari, stabiliti sulla base delle rotazioni previste dalla NFL per gli accoppiamenti tra le division nonché dai piazzamenti ottenuti nella stagione precedente, fu giudicato come il 30º più duro da affrontare tra tutti quelli della stagione 2022.
| Stagione regolare |                   |                           |           |        |                         |         |
| Settimana         | Data              | Avversario                | Risultato | Record | Stadio                  | Sintesi |
| 1                 | 11 settembre 2022 | @ Detroit Lions           | V 38-35   | 1-0    | Ford Field              | Sintesi |
| 2                 | 19 settembre 2022 | Minnesota Vikings (M)     | V 24-7    | 2-0    | Lincoln Financial Field | Sintesi |
| 3                 | 25 settembre 2022 | @ Washington Commanders   | V 24-8    | 3-0    | FedEx Field             | Sintesi |
| 4                 | 2 ottobre 2022    | Jacksonville Jaguars      | V 29-21   | 4-0    | Lincoln Financial Field | Sintesi |
| 5                 | 9 ottobre 2022    | @ Arizona Cardinals       | V 20-17   | 5-0    | State Farm Stadium      | Sintesi |
| 6                 | 16 ottobre 2022   | Dallas Cowboys (S)        | V 26-17   | 6-0    | Lincoln Financial Field | Sintesi |
| 7                 | Riposo            | Riposo                    | Riposo    | Riposo | Riposo                  | Riposo  |
| 8                 | 30 ottobre 2022   | Pittsburgh Steelers       | V 35-13   | 7-0    | Lincoln Financial Field | Sintesi |
| 9                 | 3 novembre 2022   | @ Houston Texans (T)      | V 29-17   | 8-0    | NRG Stadium             | Sintesi |
| 10                | 14 novembre 2022  | Washington Commanders (T) | S 21-32   | 8-1    | Lincoln Financial Field | Sintesi |
| 11                | 20 novembre 2022  | @ Indianapolis Colts      | V 17-16   | 9-1    | Lucas Oil Stadium       | Sintesi |
| 12                | 27 novembre 2022  | Green Bay Packers (S)     | V 40-33   | 10-1   | Lincoln Financial Field | Sintesi |
| 13                | 4 dicembre 2022   | Tennessee Titans          | V 35-10   | 11-1   | Lincoln Financial Field | Sintesi |
| 14                | 11 dicembre 2022  | @ New York Giants         | V 48-22   | 12-1   | MetLife Stadium         | Sintesi |
| 15                | 18 dicembre 2022  | @ Chicago Bears           | V 25-20   | 13-1   | Soldier Field           | Sintesi |
| 16                | 24 dicembre 2022  | @ Dallas Cowboys          | S 34-40   | 13-2   | AT&T Stadium            | Sintesi |
| 17                | 1º gennaio 2023   | New Orleans Saints        | S 10-20   | 13-3   | Lincoln Financial Field | Sintesi |
| 18                | 8 gennaio 2023    | New York Giants           | V 22-16   | 14-3   | Lincoln Financial Field | Sintesi |

Note:
- Gli avversari della propria division sono in grassetto.
- Il simbolo "@" indica una partita giocata in trasferta.
- (M) indica il Monday Night Football, (T) il Thursday Night Football e (S) il Sunday Night Football.

## Play-off
Al termine della stagione regolare gli Eagles arrivarono primi nella NFC East con un record di 14 vittorie e 3 sconfitte, qualificandosi ai play-off con il seed 1 e avendo così diritto di iniziare direttamente dal secondo turno, i Divisional Play-off.
| Play-off         |                                           |                                           |                                           |                                           |                                           |                                           |
| Turno            | Data                                      | Avversario (seed)                         | Risultato                                 | Record                                    | Stadio                                    | Sintesi                                   |
| Wild Card        | qualificati direttamente al secondo turno | qualificati direttamente al secondo turno | qualificati direttamente al secondo turno | qualificati direttamente al secondo turno | qualificati direttamente al secondo turno | qualificati direttamente al secondo turno |
| Divisional       | 21 gennaio 2023                           | New York Giants (6)                       | V 38-7                                    | 1-0                                       | Lincoln Financial Field                   | Sintesi                                   |
| NFC Championship | 29 gennaio 2023                           | San Francisco 49ers (2)                   | V 31-7                                    | 2-0                                       | Lincoln Financial Field                   | Sintesi                                   |
| Super Bowl LVII  | 12 febbraio 2023                          | Kansas City Chiefs (A1)                   | S 35–38                                   | 2-1                                       | State Farm Stadium                        | Sintesi                                   |

## Premi

### Premi settimanali e mensili
- Zech McPhearson:

giocatore degli special team della NFC della settimana 1
- Darius Slay:

difensore della NFC della settimana 2
- Brandon Graham:

difensore della NFC della settimana 3
difensore della NFC della settimana 14
- Jalen Hurts:

giocatore offensivo della NFC del mese di settembre
quarterback della settimana 3
giocatore offensivo della NFC della settimana 12
giocatore offensivo della NFC della settimana 13
quarterback della settimana 13
- Haason Reddick:

difensore della NFC della settimana 4
difensore della NFC del mese di dicembre 2022/gennaio 2023
- Cameron Dicker:

giocatore degli special team della NFC della settimana 5
- Jake Elliott:

giocatore degli special team della NFC della settimana 18
- Haason Reddick:

difensore della NFC del mese di dicembre e gennaio